# 塔山街道 (乐平市)
塔山街道，是中华人民共和国江西省景德镇市乐平市下辖的一个乡镇级行政单位。

## 行政区划
塔山街道下辖以下地区：
坎上社区、天济社区、南岸社区、上畈社区、塔山社区、电化社区和江维社区。